# Challengers
Challengers 2024-es amerikai romantikus sportdráma, amelyet Luca Guadagnino rendezett és Justin Kuritzkes írt. A főbb szerepekben Zendaya, Josh O’Connor és Mike Faist látható. 
Az eredetileg 2023 szeptemberére tervezett bemutatót a színészek sztrájkja miatt elhalasztották, a világpremierjét 2024. március 26-án tartották Sydneyben, és az Amazon MGM Studios egy hónappal később, április 26-án mutatta be Amerikában. Magyarországon egy nappal hamarabb, április 25-én jelent meg az InterCom Zrt. forgalmazásában. Általánosságban pozitív véleményeket kapott a kritikusoktól, és világszerte több mint 94 millió dolláros bevételt gyűjtött.

## Cselekmény
2006-ban a középiskolában végzős Patrick Zweig és Art Donaldson életre szólóan legjobb barátok és teniszpartnerek lesznek. Miután megnyerték a Junior Open-t, találkoznak Tasha Duncannel, egy ígéretes fiatal teniszezővel, aki vonzódik Patrickhoz és Arthoz. Patrick meghívja Tashát a szállodai szobájukba, és hármasban csókolóznak. Másnap, amikor a két fiú egymás ellen játszik, Tashi kijelenti: megadja a telefonszámát annak, aki megnyeri a meccset. Patrick nyeri a játékot.
Tashi és Art a Stanford Egyetemen folytatják a teniszezést, míg Patrick profi játékossá válik, és távkapcsolatban folytatja Tashival. A féltékeny Art azon tűnődik, Patrick vajon szereti-e Tashit. Patrick és Tashi összevesznek, amikor a lány kéretlen tenisz tanácsokat ad a férfinak. Közvetlenül ezután Tashi súlyos térdsérülést szenved egy mérkőzésen. Patrick visszamegy megvigasztalni Tashit, de a lány azt követeli, távozzon, majd Art és Tashi megszakítják kapcsolatukat Patrick-kal. Art megvigasztalja Tashit és segít neki felépülni, de Tashi eredménytelenül próbálkozik teniszkarrierje folytatásával. Néhány évvel később Tashi újra találkozik Arttal, és az edzője lesz; szerelmi kapcsolat alakul ki közöttük. Tashi és Patrick azonban véletlenül összetalálkoznak Atlantában, és együtt töltik az éjszakát, amiről Art titokban tudomást szerez.
Több mint 13 évvel később, immáron házasságban élve, Tashi és Art egy jómódú házaspár, és van egy kislányuk. Tashi edzőjével Art a legrangosabb profi teniszezővé vált. Pályafutását mindössze egy US Open-győzelem választja el a Grand Slam-tornákon, bár sérülése után nehezen nyeri vissza régi formáját. Tashi részt vesz Arttal egy New Rochelle-i Challenger tornán, hogy az alacsonyabb szintű ellenfelek legyőzésével növelje önbizalmát. Patrick viszont egy névtelen játékos, aki a kocsijában él, és alacsonyabb szintű versenyeken kapargatja össze a nyereményét, és éppenséggel a New Rochelle-i versenyen is indul. Art és Patrick a mezőny ellentétes végéről indulva addig győzi le ellenfeleit, amíg a verseny utolsó mérkőzésén szemtől szemben nem találják magukat.
Patrick titokban megkéri Tashit, legyen az edzője, és vezesse őt egy utolsó győztes szezonra; Tashi nem örül az ötletnek, ezért visszautasítja. A döntő előtti este Art elmondja Tashinak, hogy a szezon végén be akarja fejezni a pályafutását, akár megnyeri az Open-t, akár nem, annak ellenére, hogy tudja, Tashi közvetetten rajta keresztül építi a teniszkarrierjét. Tashi közli Arttal, ha veszít Patrick ellen, elhagyja őt. Tashi ezután titokban találkozik Patrickkal, és megkéri, veszítse el a meccset Art ellen. Patrick vonakodva beleegyezik, Patrick és Tashi pedig lefekszik egymással. 
A döntő napján Tashi a nézőtérről figyeli, ahogy Art és Patrick egyenrangú félként játszanak. A meccs végén Art átveszi a vezetést, Patrick pedig elkezd kapkodni a labdáért, folyamatosan a hálóba adogatva. Patrick azonban nem veszít, hanem inkább gúnyolódik Arttal, és egy óvatos mozdulattal tudatja vele, hogy lefeküdt Tashival. A dühös Art lehetővé teszi Patrick számára a pontszerzést, mielőtt újra egyenlítenének. A mérkőzés utolsó perceiben Art és Patrick őrjöngve váltják az ütéseket. Art tisztességesen nyer, saját és Patrick legnagyobb örömére. Art és Patrick sok év különlét után ölelkeznek a pályán, miközben az ujjongó Tashi a játéktér széléről szurkol nekik. 

## Szereplők
| Szerep                       | Színész          | Magyar hang        |
| ---------------------------- | ---------------- | ------------------ |
| Tashi Duncan                 | Zendaya          | Törőcsik Franciska |
| Patrick Zweig                | Josh O’Connor    | Ember Márk         |
| Art Donaldson                | Mike Faist       | Csiby Gergely      |
| Bíró a New Rochelle-i döntőn | Darnell Appling  | Bercsényi Péter    |
| Art biztonsági őre           | Shane Harris     | Szabó Andor        |
| Tashi anyja                  | Nada Despotovich | Farkas Zita        |
| Lily Donaldson               | A.J. Lister      | Tanka Natália      |
| Tashi apja                   | Naheem Garcia    | Papucsek Vilmos    |
| Finn Larsen                  | Jake Jensen      |                    |
| Helen                        | Hailey Gates     | Jeney Luca         |

### Magyar változat
- Magyar szöveg: Tóth Tamás
- Hangmérnök: Tóth Péter Ákos
- Vágó: Simkóné Varga Erzsébet
- Gyártásvezető: Gelencsér Adrienne
- Szinkronrendező: Dóczi Orsolya
- Produkciós vezető: Hagen Péter

A szinkront a Mafilm Audio Kft. készítette el.

## A film készítése
Pascal első választása Tashi szerepére Zendaya volt, akit onnan ismert, hogy több Pókember-filmben is együtt dolgozott vele, ezért átadta neki a forgatókönyvet. Zendaya elfogadta a szerepet, mivel ez eltérést jelentett az általa megformált tinédzserektől, és úgy érezte, itt az ideje, hogy felnőtt szerepekbe lépjen: „Jó volt egy olyan karaktert játszani, aki már nem gyerek. Az is érdekes volt, hogy az életem olyan részeit játszhattam el, amelyeket még nem tapasztaltam: Még nem házasodtam meg. Nem volt gyerekem. Ezekhez a mérföldkövekhez nem feltétlenül van közvetlen viszonyítási pontom.”
Guadagnino azt javasolta, Josh O'Connor játssza a nagyképű Patricket. Art szerepére Guadagnino a West Side Story (2021) színészét, Mike Faist és színésztársát, David Alvarezt vette fontolóra. Faist eleinte nem érdeklődött, de az ügynöke ragaszkodott a forgatókönyv elolvasásához. Faistet megkérték, utazzon Londonba, hogy Zendayával együtt próbafelvételt készítsen. „Azt gondoltam: Miért ne? Ha nem kapom meg a szerepet, legalább utazhatok egyet.” Faist úgy gondolta, a meghallgatás rosszul sikerült, de Guadagnino imádta az interpretációját. Elmondta, Guadagnino legfőbb előítéletei közé tartozott, hogy szőke legyen, és hogy a teste szőrtelen lehessen. Faistet elriasztotta a borotválkozás gondolata, de Guadagnino úgy érezte, sportolóként "aerodinamikusnak" kell lennie.
A forgatás 2022. május 3-án kezdődött Bostonban, ahol meghallgatásra hívták a helyi lakosokat teniszjátékosok, általános statiszták és helyettesítők szerepére. A szerepeikre való felkészülés során Zendaya, Faist és O’Connor három hónapot töltött edzéssel a profi teniszezőből lett edzővel, Brad Gilberttel. A forgatás a Back Bay és East Boston városrészekben és környékein zajlott. Az operatőr Sayombhu Mukdeeprom volt. A jelmeztervező Jonathan Anderson, a spanyol Loewe luxusmárka kreatív igazgatója volt. A forgatás 2022. június 26-án fejeződött be.